# Урбанс, Хуго
Хуго Урбанс (нем. Hugo Urbahns; 18 февраля 1890, Лит, Дитмаршен — 16 ноября 1946, недалеко от Стокгольма) — немецкий политик-коммунист.

## Жизнь
Выходец из сельской местности, Урбанс закончил среднюю школу и выучился на учителя начальных классов в Бад-Зегеберге и Тённере, которые в то время все еще были частью Германского рейха. Затем он работал в школах Шлезвиг-Гольштейна и Гамбурга. Урбанс, имевший контакты с социалистическими кругами с 1912 года, сначала пошёл добровольцем на военную службу, но позднее был уволен из армии из-за туберкулёзаа.
Радикализованный опытом войны, Урбанс вступил в Лигу Спартака в Гамбурге, а после её основания — в КПГ. В гамбургской партийной организации он принадлежал к небольшому меньшинству, не присоединившемуся к КРПГ после 1920 года. Урбанс, который также был делегатом съезда объединительной партии КПГ и НСДПГ-Левых, сформировал с 1921 по 1924 год, то есть с Эрнстом Тельманом, пришедшим из НСДПГ, близкого руководства гамбургской КПГ, которую он также представлял в гамбургском парламенте с 1921 года, где он вскоре был известен как острый на язык оратор.
Урбанс принадлежал к левому крылу партии, но, в отличие от большинства левых КПГ, не отказывался от сотрудничества с СДПГ в конкретных действиях. Во время гамбургского восстания 1923 года, в подготовке которого Урбанс принимал центральное участие, он выступал в качестве политического лидера и связующего звена между политическими и военными лидерами восстания и был вынужден скрываться после поражения восстания. Из подполья он критиковал, что партийное руководство вокруг Генриха Брандлера и Августа Тальгеймера не поддержало действия гамбургской КПГ опросами в других регионах.
Когда Урбанс выступил на мемориальном митинге в честь Розы Люксембург и Карла Либкнехта в начале 1924 года, его арестовали. Он оставался в заключении до октября 1925 года, несмотря на то, что был избран в рейхстаг в мае 1924 года. В январе 1925 года был приговорён к десяти годам заключения как главный обвиняемый, взявший на себя на процессе всю политическую ответственность за гамбургское восстание. В конце концов, освобожденный из-за депутатской неприкосновенности, Урбанс занялся политической деятельностью в Рейхстаге и в КПГ-ZK, куда он был избран заочно в июле 1925 года. В фракционных боях он считался вместе с Рут Фишер и Аркадий Маслоу стал одним из самых видных представителей левого толка и начал критиковать вырабатывавшуюся сталинскую генеральную линию партии и Коминтерна.
В ноябре 1926 года Урбанс был исключен из КПГ, и солидарность с Декларацией 1000 не увенчались успехом. Урбанс переехал в Берлин и стал ведущим представителем парламентской группы Левых коммунистов, Левой оппозиции в Германии, а также сыграл важную роль в основании Ленинбунда, который он возглавлял с 1928 по 1933 год. В 1929—1930 году произошел разрыв с Львом Троцким после того, как последний резко раскритиковал Урбанса о том, что Советский Союз движется в направлении капитализма и проводит империалистическую политику по отношению к Китаю. С 1929 года Урбанс сосредоточился на формировании антифашистского единого фронта против национал-социализма.
После того, как НСДАП «захватила власть» в 1933 году, Урбансу, неоднократно нападавшему в предыдущие годы на национал-социалистов, пришлось бежать за границу. 29 марта 1934 года «Deutsche Reichsanzeiger» опубликовал второй список денатурализации Германского рейха, по которому он был выслан из страны. После непродолжительного пребывания в Чехословацкой Республике он смог поселиться в Швеции, где ему приходилось сводить концы с концами в качестве столяра и печатника в иногда плохих условиях, и он пытался поддерживать структуры Ленинбунда в изгнании. С 1936 по 1938 год, во время московских процессов, на которых обвиняемые резко атаковали Урбанса, советское посольство в Стокгольме под руководством посла Александры Коллонтай пыталось добиться его высылки из Швеции, которую удалось предотвратить только потому, что никакая другая страна не хотела принимать Урбанса.
После окончания Второй мировой войны Урбанс отказался вернуться в Германию.